# Leipziger Zeitung (1946–1948)
Die Leipziger Zeitung erschien als Lizenzblatt von 1946 bis 1948 in der Sowjetischen Besatzungszone. Die Auflagenzahlen lagen stets unter 150.000 Exemplaren, das Verbreitungsgebiet beschränkte sich auf die Stadtgrenzen von Leipzig. Herausgeber waren die SED-Stadtleitung und die Stadtverwaltung, die damals als von alten SPD-Mitgliedern dominiert galt.
Seit 2015 gibt es erneut eine zunächst als Wochen-, dann als Monatszeitung erscheinende Zeitung unter diesem Namen.